# 彰化縣芬園鄉寶山國民小學
彰化縣芬園鄉寶山國民小學簡稱為寶山國小，位於臺灣彰化縣芬園鄉，乃該鄉之縣立國民小學。

## 沿革
1947年8月1日自芬園國民學校增設芬園國民學校溪頭分校。1959年8月7日受八七水災影響，芬園國民學校受災嚴重。張水林、陳金桔等地方人士發動捐款，加上鄉公所補助80萬元、省政府補助30萬元，購得校地以興建校舍。1960年2月1日獨立為彰化縣寶山國民學校。1968年6月1日因實施九年國民義務教育，校名改成彰化縣芬園鄉寶山國民小學。

## 歷任校長
第一任：陳抄
第二任：紀少泉
第三任：蕭沛霖
第四任：洪清輝
第五任：楊東瀛
第六任：黃博厚
第七任：陳耀宗
第八任：袁桂容
第九任：林春和
第十任：胡秋玉
第十一任：吳承燕 
第十二任：鄭孟忠
第十三任：陳泰佑

## 學區
寶山國小的學區包含該鄉之縣庒村、溪頭村、圳墘村等。

## 外部連結
- 彰化縣政府教育處 （页面存档备份，存于）